# Terrazzo (település)
Terrazzo település Olaszországban, Veneto régióban, Verona megyében. Lakosainak száma 2131 fő (2023. január 1.). Terrazzo Castagnaro, Legnago, Merlara, Boschi Sant'Anna, Bevilacqua, Castelbaldo, Villa Bartolomea és Urbana községekkel határos.

## Népesség
A település népességének változása:
| Lakosok száma | 2366 | 2219 | 2201 | 2131 |
|               | 2008 | 2017 | 2018 | 2023 |